# Заречное (Мордовия)
Заречное — село Краснослободского района Республики Мордовия в составе Старозубаревского сельского поселения. 

## География
Находится на правом берегу реки Мокша напротив восточной окраины районного центра города Краснослободск.

## История
Известно с 1869 года, когда оно было учтено совокупность таких населенных пунктов Краснослободского уезда как Сотня Лошнова, Панская слобода и Татарская слобода, всего 224 двора. В конце XIX века называлось слободой Заречная Сотня.

## Население
Постоянное население составляло 679 человек (русские 74%) в 2002 году, 654 в 2010 году .